# Hôtel de Ville (Troyes)

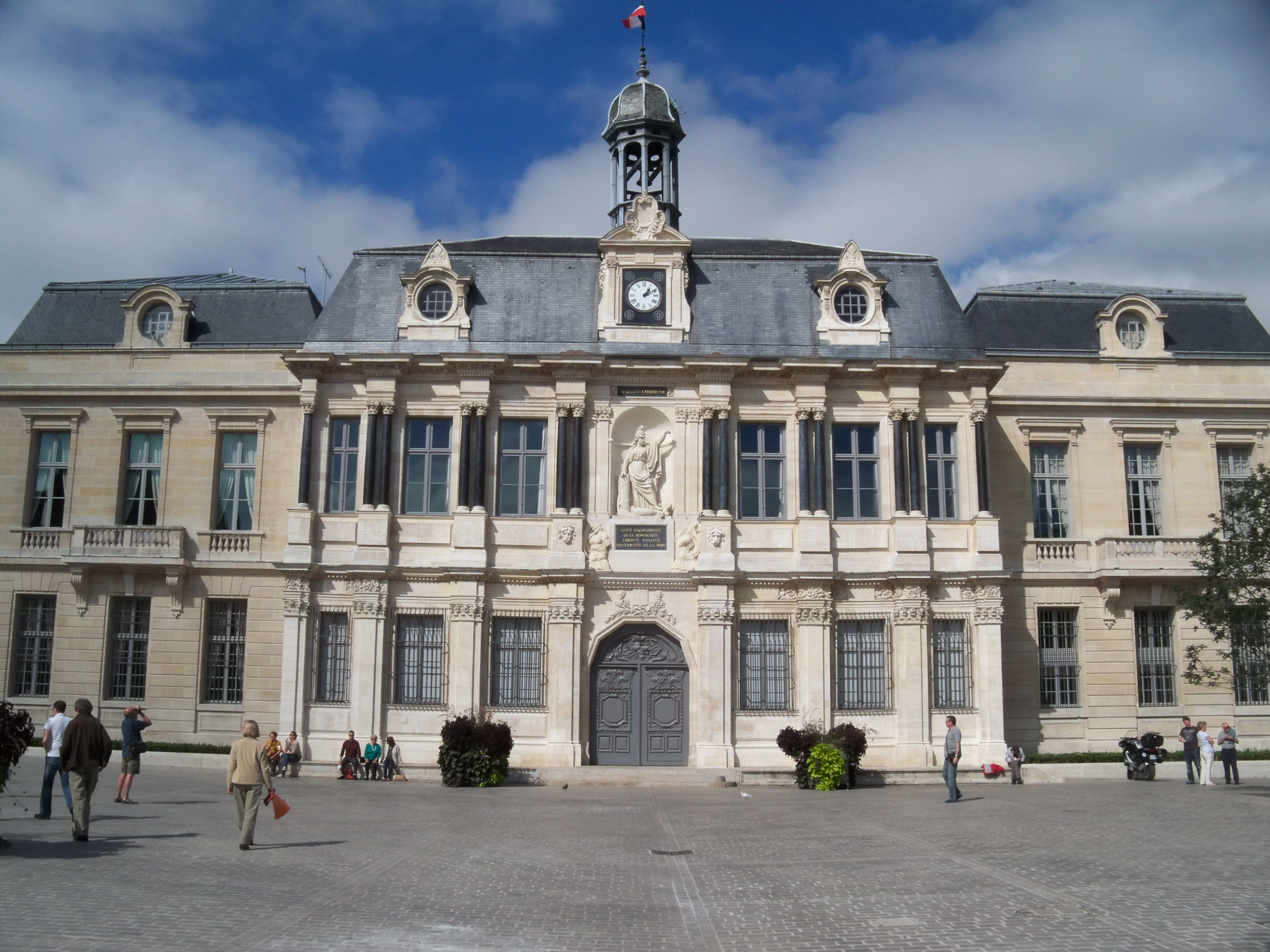
Hôtel de Ville in Troyes

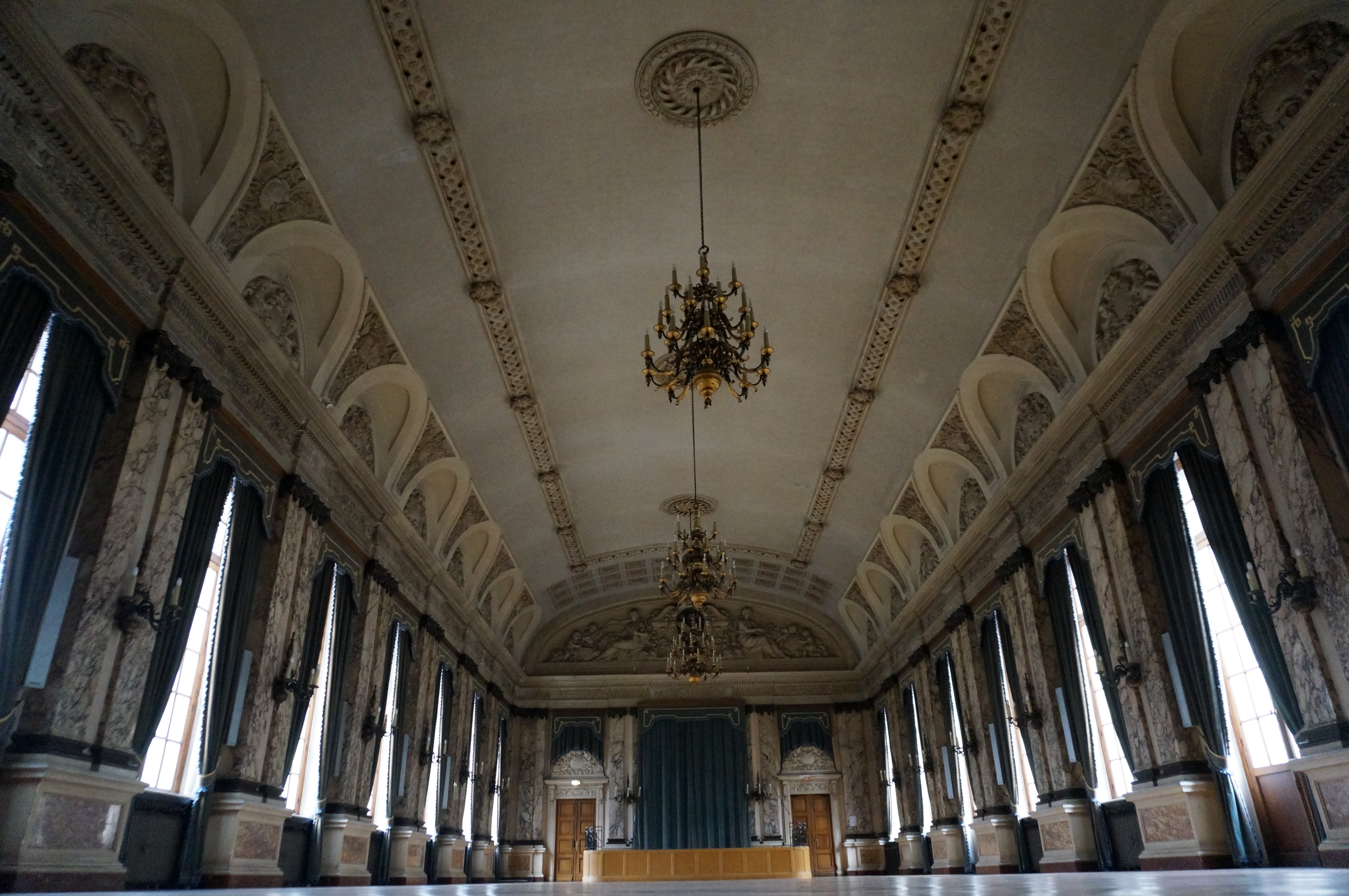
Großer Saal, von Voyer Gauthier

Das Hôtel de Ville (deutsch Rathaus) in Troyes, Verwaltungssitz des Départements Aube in der Region Grand Est, wurde von 1624 bis 1672 errichtet. Das Hôtel de Ville ist seit 1926 als Monument historique klassifiziert.

## Geschichte
Das Rathaus im Stil Louis XIII. wurde nach Plänen von Louis Noblet erbaut. Wegen finanziellen Problemen der Stadt musste der Bau jedoch bald wieder eingestellt werden. Erst in den Jahren 1670 bis 1672 wurde er unter Pierre Cottard vollendet. Dabei wurde die Fassade wie ursprünglich geplant ausgeführt, wobei der Baukörper kleiner wurde als anfänglich vorgesehen. Ein Mansarddach schuf zusätzlichen Raum für die Verwaltung.
Seit 1687 befand sich in der Nische über dem Rundbogenportal eine Statue von Ludwig XIV., die 1793 während der Revolution zerstört wurde. Im Jahr 1795 wurde eine Statue angebracht, die die Freiheit symbolisiert und die Hydra der Despotie zu ihren Füßen bezwingt. Die Frauenfigur, Symbol der Republik, stützt sich auf ein Liktorenbündel und trägt einen Phrygischen Helm. Darunter ist die Devise der Revolution angebracht: Unité Indivisibilité de la République – Liberté, égalité, fraternité, ou la mort (deutsch Einheit und Unteilbarkeit der Republik – Freiheit, Gleichheit und Brüderlichkeit oder der Tod).